# Geophilus piedus
Geophilus piedus är en mångfotingart som beskrevs av Chamberlin R. 1930. Geophilus piedus ingår i släktet Geophilus och familjen storjordkrypare. Inga underarter finns listade i Catalogue of Life.